# Ухтомский, Андрей Григорьевич
Андре́й Григо́рьевич Ухто́мский (1771—1852) — русский гравёр, портретист и пейзажист, один из наиболее известных учеников Игнаца Себастьяна Клаубера; отец акварелиста и архитектора Константина Ухтомского. Академик Императорской Академии художеств (с 1808; ассоциированный член — «назначенный» с 1800), надворный советник (1843).

## Биография
Родился в 1771 году; сын священника. Не окончив курса в Ярославской духовной семинарии, 18 июня 1786 года поступил на службу подканцеляристом в Ярославский сиротский суд.
«По усмотрении в нём отличных способностей» Мусиным-Пушкиным был 29 сентября 1795 года уволен для поступления в Императорскую Академию художеств. В ней он учился у И. С. Клаубера. 31 декабря 1797 года получил награждения 100 рублей за гравированную им старушку. С 1 января 1798 года ему назначено жалованье по 150 рублей в год, стол с учениками, квартира, дрова и свечи. 7 ноября 1799 года определён по высочайшему повелению в учреждённый тогда и недолго существовавший гравировальный ландшафтный класс гравёром. 18 августа 1800 года окончил курс академии с званием художника XIV класса и аттестатом 1-й степени и шпагой. Тогда же он избран в «назначенные» за пейзажи пригородов Петербурга, выполненные по оригиналам Семёна Щедрина.
В 1801 окончил большую гравюру с оригинала И. А. Берсенева. В 1804 году за доску с изображением рук с рисунка А. Иванова и за исправление оригинала Аполлона, получил 75 рублей. Гравировал фигуру с розгами и сидящего циклопа. За доску: вид с берега против Каменного острова (оценённую в 700 рублей) получил в 1807 году добавочных денег 400 рублей; за вид Каменного острова получил 350 рублей (оценен тоже в 700 рублей). Присвоено звание академика (1 сентября 1808 года) за портреты князя Я. П. Салтыкова и его жены с оригиналов М. Ф. Квадаля. 16 октября 1815 года ему поручена в управление академическая Печатная палата. В 1815—1817 гг. преподавал в гравёрном классе Академии. В 1817 году по слабости зрения уволен от занятий с учениками гравёрного класса и назначен библиотекарем Академии.

16 сентября 1821 года ему дана золотая Демидовская медаль (за успехи по механике) за изобретённую им гравировальную машину. Об этом изобретении в делах Академии сохранилась следующая переписка: 
В декабре 1820 года посланник при баварском дворе граф Пален доставил в академию объяснение о изобретённой художником Вольфсгеймером гравировальной машине, посредством которой можно тянуть всякие линии, даже круглые; академия, отнесясь одобрительно о новоизобретённой машине и находя оную лучшего качества против доселе употреблявшейся английской, уже предположила снестись с изобретателем относительно размеров и цены её; но в феврале г. Ухтомским было прислано письмо на имя президента академии, в котором он объяснял, что им давно уже изобретена гравировальная машина ничем не хуже баварской, причем приложены и самые образцы с выгравированных посредством оной штрихов. Рассмотрев эти образцы, академия заключила, что машина Ухтомского вполне может заменить баварскую, за исключением производства круглых штрихов, в которых, впрочем, и надобность в гравюре редко встречается (да и г. Ухтомский берётся и в этом отношении машину свою усовершенствовать); почему академия положила: ненужной затраты на машину Вольфсгеймера не делать, а приобрести машину Ухтомского, а изобретателю исходатайствовать награду, которая ему и по закону за его изобретение следует.
 Вследствие чего 16 сентября 1821 года Ухтомскому дана золотая медаль, учреждённая Н. А. Демидовым в награждение за успехи по механике, и сверх того выдано ему на усовершенствование машины 2000 рублей из Государственного казначейства. Машина эта долгое время стояла в печатной и, по свидетельству Келенбенца[кто?], никогда не была употребляема в дело.

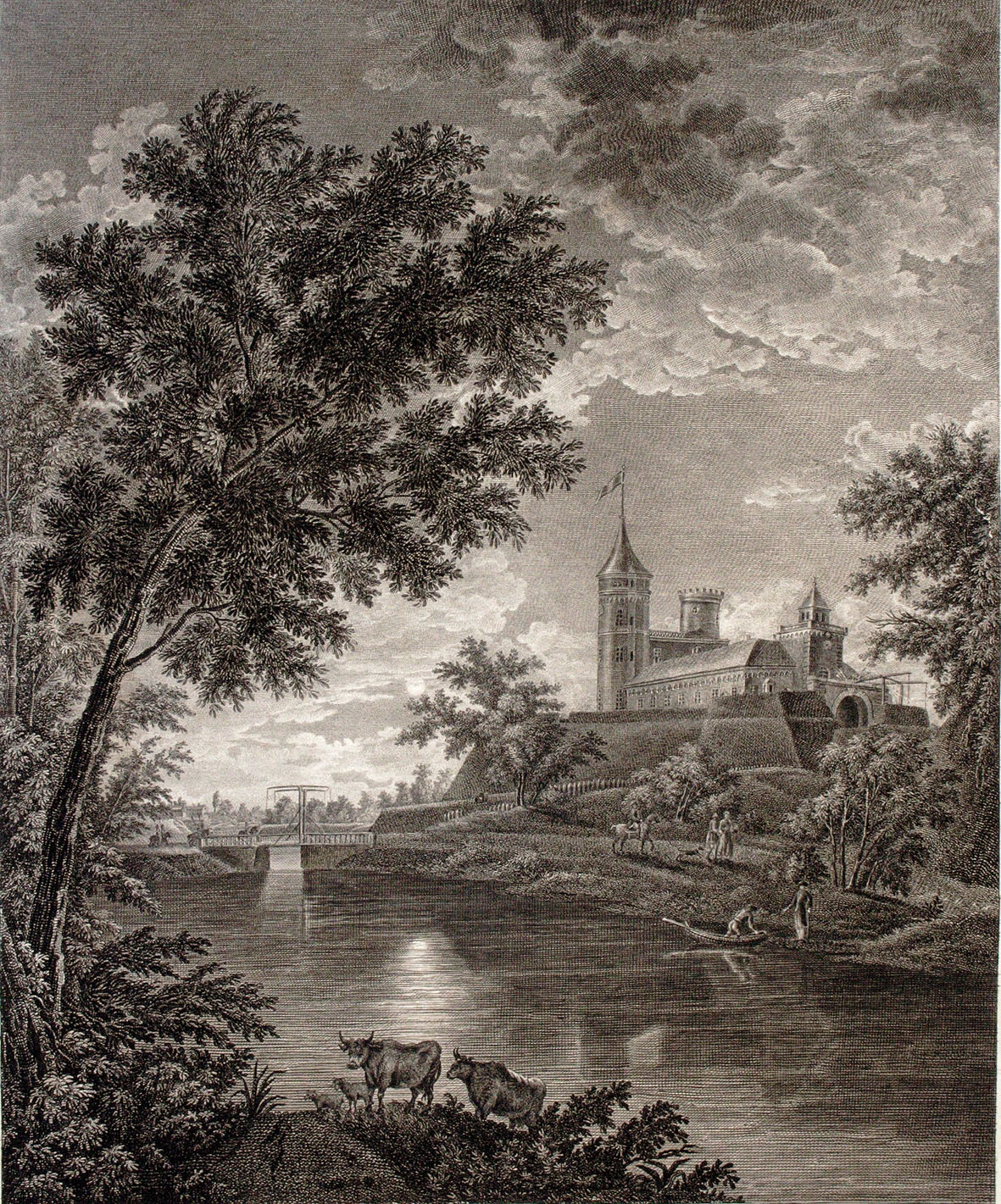
Одна из лучших гравюр Ухтомского — «Вид крепости города Павловска при лунном сиянии.» 1800 год.

5 февраля 1831 года сделан хранителем Академического музея. 27 апреля 1834 года получил за труды бриллиантовый перстень. В 1840 году поручено ему сделать оттиски с досок путешествия Головнина. 14 октября 1843 года был пожалован чином надворного советника. В 1848 году был командирован для принятия с парохода художественных произведений, присланных для академии.
В 1850 уволен от службы, с назначением пенсии. Умер в 1852 году. Был похоронен на Смоленском православном кладбище в Санкт-Петербурге; могила не сохранилась.

## Творчество
Ухтомский был один из самых способных и плодовитых учеников Клаубера. Он гравировал всевозможными способами: резцом, офортом, карандашной манерой, акватинтой, пунктиром, механическим прибором Коласа.
В ряду его работ, число которых простирается до 186 (согласно Дм. Ровинскому), лучшими должно признать портреты; некоторые из них, как, например, портреты Салтыковых, Д. П. Трощинского, П. А. Тучкова, Нелидова и Голубцовой, не уступают второстепенным портретным произведениям Уткина.
Изготовил гербы для публикации в 1800–1836 годах для нечетных частей Общего гербовника дворянских родов Всероссийской Империи: части V, VII и IX.